# Benito Juárez Bulúa
Benito Juárez Bulúa är en ort i Mexiko.   Den ligger i kommunen Ocosingo och delstaten Chiapas, i den sydöstra delen av landet, 800 km öster om huvudstaden Mexico City. Benito Juárez Bulúa ligger 907 meter över havet och antalet invånare är 121.
Terrängen runt Benito Juárez Bulúa är huvudsakligen kuperad, men åt nordväst är den bergig. Benito Juárez Bulúa ligger nere i en dal. Runt Benito Juárez Bulúa är det ganska glesbefolkat, med 38 invånare per kvadratkilometer. Närmaste större samhälle är Ocosingo, 11,3 km norr om Benito Juárez Bulúa. I omgivningarna runt Benito Juárez Bulúa växer i huvudsak städsegrön lövskog.